# Піонтковський Анатолій Тадеушович
Анатолій Тадеушович Піонтко́вський (нар. 4 жовтня 1952, Чернівці) — український скульптор; член Спілки художників України з 1992 року.

## Біографія
Народився 4 жовтня 1952 року в місті Чернівцях (нині Україна). Протягом 1975—1979 років навчався на скульптурному відділенні Одеського художнього училища.
З 1984 по 1988 рік викладав скульптуру та рисунок у Чернівецькій дитячій художній школі. Мешкає у Чернівцях в будинку на вулиці Боярка, № 12.

## Творчість
Працює у галузях станкової та монументальної скульптури, скульптури малих форм. Серед робіт:
- «Шлях» (1988);
- «Репетиція оркестру» (1988);
- «Світанок» (1992);
- «Дюймовочка» (2004);
- «Блазень» (2010).

Бере участь у всеукраїнських та закордонних мистецьких виставках з 1985 року. Персональна виставка відбулася у Чернівцях у 1988 році.
Роботи зберігаються у Чернівецькому художньому музеї.